# Tobías Cervera
Tobías Ariel Cervera Cadi (Mar del Plata, 6 agosto 2002) è un calciatore argentino naturalizzato siriano, attaccante dell'Aldosivi in prestito dal Rosario Central e della nazionale siriana.

## Caratteristiche tecniche
È un centravanti.

## Carriera
Cervera è cresciuto nel settore giovanile dell'Aldosivi, con cui ha debuttato il 26 giugno 2022 nell'incontro di Primera División perso 5-0 contro il Racing Club. Il 26 agosto ha firmato il suo primo contratto professionistico. Ha segnato il suo primo gol il 14 marzo 2023, in Primera B Nacional contro il Mitre (SdE).
Il 1º settembre 2023 è stato acquistato dal Rosario Central, che ne ha acquisito il 50% dei diritti economici.

## Statistiche

### Presenze e reti nei club
Statistiche aggiornate al 23 luglio 2025.
| Stagione               | Squadra                | Campionato             | Campionato | Campionato | Coppe nazionali | Coppe nazionali | Coppe nazionali | Coppe continentali | Coppe continentali | Coppe continentali | Altre coppe | Altre coppe | Altre coppe | Totale | Totale | Totale |
| Stagione               | Squadra                | Comp                   | Pres       | Reti       | Comp            | Pres            | Reti            | Comp               | Pres               | Reti               | Comp        | Pres        | Reti        | Pres   | Reti   |        |
| ---------------------- | ---------------------- | ---------------------- | ---------- | ---------- | --------------- | --------------- | --------------- | ------------------ | ------------------ | ------------------ | ----------- | ----------- | ----------- | ------ | ------ | ------ |
| 2022                   | Aldosivi               | PD                     | 9          | 0          | CA+CdL          | 1+0             | 0               | -                  | -                  | -                  | -           | -           | -           | 10     | 0      |        |
| 2023                   | Aldosivi               | PBN                    | 22         | 9          | CA              | 1               | 0               | -                  | -                  | -                  | -           | -           | -           | 23     | 9      |        |
| 2023                   | Rosario Central        | -                      | -          | -          | CA+CdL          | 0+10            | 2               | -                  | -                  | -                  | TC          | 0           | 0           | 10     | 2      |        |
| 2024                   | Rosario Central        | PD                     | 1          | 0          | CA+CdL          | 1+12            | 1+1             | CL+CS              | 5+0                | 0                  | -           | -           | -           | 19     | 2      |        |
| Totale Rosario Central | Totale Rosario Central | Totale Rosario Central | 1          | 0          |                 | 23              | 4               |                    | 5                  | 0                  |             | 0           | 0           | 29     | 4      |        |
| 2024                   | Platense               | PD                     | 5          | 0          | -               | -               | -               | -                  | -                  | -                  | -           | -           | -           | 5      | 0      |        |
| 2025                   | Platense               | PD                     | 3          | 0          | CA              | 0               | 0               | -                  | -                  | -                  | -           | -           | -           | 3      | 0      |        |
| Totale Platense        | Totale Platense        | Totale Platense        | 8          | 0          |                 | 0               | 0               |                    | -                  | -                  |             | -           | -           | 8      | 0      |        |
| 2025                   | Aldosivi               | PD                     | 0          | 0          | CA              | 0               | 0               | -                  | -                  | -                  | -           | -           | -           | 0      | 0      |        |
| Totale Aldosivi        | Totale Aldosivi        | Totale Aldosivi        | 31         | 9          |                 | 2               | 0               |                    | -                  | -                  |             | -           | -           | 33     | 9      |        |
| Totale carriera        | Totale carriera        | Totale carriera        | 40         | 9          |                 | 25              | 4               |                    | 5                  | 0                  |             | 0           | 0           | 70     | 13     |        |

### Cronologia presenze e reti in nazionale
| Cronologia completa delle presenze e delle reti in nazionale ― Siria | Cronologia completa delle presenze e delle reti in nazionale ― Siria | Cronologia completa delle presenze e delle reti in nazionale ― Siria | Cronologia completa delle presenze e delle reti in nazionale ― Siria | Cronologia completa delle presenze e delle reti in nazionale ― Siria | Cronologia completa delle presenze e delle reti in nazionale ― Siria | Cronologia completa delle presenze e delle reti in nazionale ― Siria | Cronologia completa delle presenze e delle reti in nazionale ― Siria |
| Data                                                                 | Città                                                                | In casa                                                              | Risultato                                                            | Ospiti                                                               | Competizione                                                         | Reti                                                                 | Note                                                                 |
| -------------------------------------------------------------------- | -------------------------------------------------------------------- | -------------------------------------------------------------------- | -------------------------------------------------------------------- | -------------------------------------------------------------------- | -------------------------------------------------------------------- | -------------------------------------------------------------------- | -------------------------------------------------------------------- |
| 6-6-2024                                                             | Vientiane                                                            | Corea del Nord                                                       | 1 – 0                                                                | Siria                                                                | Qual. Mondiali 2026                                                  | -                                                                    | 46’                                                                  |
| 11-6-2024                                                            | Hiroshima                                                            | Giappone                                                             | 5 – 0                                                                | Siria                                                                | Qual. Mondiali 2026                                                  | -                                                                    |                                                                      |
| 11-10-2024                                                           | Songkhla                                                             | Tagikistan                                                           | 0 – 1                                                                | Siria                                                                | Amichevole                                                           | -                                                                    | 65’                                                                  |
| 14-10-2024                                                           | Songkhla                                                             | Thailandia                                                           | 2 – 1                                                                | Siria                                                                | Amichevole                                                           | -                                                                    | 95’ 96’                                                              |
| Totale                                                               |                                                                      | Presenze                                                             | 4                                                                    |                                                                      | Reti                                                                 | 0                                                                    |                                                                      |

## Palmarès

### Club

#### Competizioni nazionali
- Copa de la Liga Profesional: 1

Rosario Central: 2023
- Campionato argentino: 1

Platense: 2025 (Apertura)